# Pascal Ojigwe
Pascal Ojigwe (Aba, 11 dicembre 1976) è un ex calciatore nigeriano, di ruolo centrocampista.